# Hypolycaena pupienus
Hypolycaena pupienus är en fjärilsart som beskrevs av Hans Fruhstorfer 1912. Hypolycaena pupienus ingår i släktet Hypolycaena och familjen juvelvingar. Inga underarter finns listade i Catalogue of Life.